# Šaul Ladany
Šaul Ladany (שאול לדני, Shaul Ladany, 2. dubna 1936 Bělehrad) je izraelský inženýr a bývalý reprezentant ve sportovní chůzi.
Narodil se v židovské rodině v Bělehradě, po německé okupaci Jugoslávie uprchl s rodiči do Maďarska, kde se skrývali v klášteře. V roce 1944 byli prozrazeni a odvezeni do koncentračního tábora Bergen-Belsen. Šaul byl zařazen do skupiny vězňů, za které američtí Židé zaplatili výkupné a kteří byli odvezeni tzv. Kastnerovým vlakem do neutrálního Švýcarska. Od roku 1948 žije v Izraeli. Vystudoval Technion - Izraelský technologický institut a vyučoval průmyslový management na Ben Gurionově univerzitě v Negevu, je autorem řady odborných knih a patentů.
Od osmnácti let se věnoval maratonskému běhu, později se přeorientoval na chůzi. Získal 28 titulů atletického mistra Izraele, pětkrát vyhrál Makabejské hry. Je držitelem dosud platného světového rekordu v chůzi na 50 mil časem 7:44:47 a mistrem světa v chůzi na 100 km z roku 1972. Reprezentoval na olympiádě 1968, kde obsadil na padesátikilometrové trati 24. místo, a na olympiádě 1972, kde skončil devatenáctý. Podařilo se mu přežít Mnichovský masakr, když při útoku teroristů na ubikace izraelských sportovců vyskočil z okna a ukryl se ve vedlejší budově.
Chůzi se věnuje i ve vysokém věku, je držitelem veteránského světového rekordu. Žije s rodinou ve městě Omer, jeho zálibou je filatelie. Vydal knihu svých vzpomínek. V roce 2007 mu byla udělena Coubertinova medaile a v roce 2012 byl uveden do Mezinárodní síně slávy židovského sportu.